# Cehegín
Cehegín es un municipio español de la Región de Murcia, situado en la Comarca del Noroeste que cuenta con 14 476 habitantes (INE 2024).
Situada en el corazón de la comarca murciana del Noroeste, el municipio de Cehegín, con sus fértiles y extensas tierras, ha sido el lugar elegido por diferentes culturas desde los tiempos más remotos, desde la prehistoria con pinturas rupestres pertenecientes al arte rupestre del arco mediterráneo de la península ibérica, pasando por íberos, romanos, visigodos, árabes y cristianos.
En 1982 el Casco Antiguo de Cehegín fue declarado conjunto histórico-artístico por el Ministerio de Cultura de España.

## Historia

### El primer asentamiento de Cehegín
En el frente más escarpado de la Peña Rubia de Cehegín, un gran macizo de tierra caliza al Suroeste de la ciudad, se sitúan las cuevas con pinturas rupestres y yacimientos con una antigüedad de 4.400 años. Las pinturas rupestres que se mencionan se encuentran en las cuevas denominadas “Siete Pisos” y “Del humo”.
En ellas existen restos de diferentes culturas, que arrancan en el eneolítico. Las pinturas rupestres fueron declaradas Patrimonio de la Humanidad por la Unesco en diciembre de 1998, junto con las del resto de la Región de Murcia y del Arco Levantino de la península ibérica.

### Otras culturas y la aparición deBegastri
Además de las pinturas rupestres eneolíticas, el municipio de Cehegín también cuenta con vestigios de culturas posteriores que decidieron asentarse en sus fértiles suelos.
En la misma Peña Rubia se han encontrado enterramientos colectivos pertenecientes al periodo calcolítico.
También se han hallado poblados argáricos del Bronce final en la sierra de la Puerta, o en el Cabezo del Trigo.
Sin embargo, fue en época íbera cuando surgió una de las principales concentraciones urbanas del mundo clásico en la comarca, Begastri. Los restos de cerámica íbera encontrados atestiguan su origen en los tiempos de esta cultura.

### Los romanosdueños deBegastri
Tras la conquista romana de Hispania, finalizada la segunda guerra púnica, el asentamiento de Begastri pasó a ser elevado a la categoría de Municipio Romano, lo que llevó consigo la construcción de numerosos edificios de época clásica, por lo que la ciudad se convirtió en esta época en una de las principales del sureste español.
Los restos de estas construcciones se pueden constatar hoy esparcidos por el cerro del yacimiento arqueológico, o insertados en las murallas de la ciudad.
En un momento determinado de su historia, Cehegín se vio enfrentada a una situación límite. Tal encrucijada llevó a sus habitantes a decidir la destrucción de la práctica totalidad de la ciudad para construir un círculo de ingentes murallas que les sirvieran de defensa.
No se han podido precisar los peligros que acechaban a Cehegín, pero se piensa que pudieron ser las incursiones bárbaras del siglo III d. C. de francos y alamanes. También se ha querido ver cierto peligro a comienzos del siglo V, cuando los bárbaros rompen el limes del Rhin y tres años más tarde (409) cruzan los Pirineos y siembran todas las Hispanias de terror y desolación.

### Los visigodosy el esplendor deBegastri
Tras la toma de Cartagena por vándalos y alanos en el año 425 d. C., se considera finalizada la dominación romana de la Península.
Se abandonó la cátedra episcopal de Cartagena y Begastri llegó a alcanzar la condición de sede episcopal durante el siglo VI, concretamente desde el año 560. Era la contrapartida visigoda a la sede cartaginense, controlada por los bizantinos.
De esta época están documentados sus obispos Vitalis y Acrusminus, erigiendo basílicas en el interior de la ciudad. También se conocen varios nombres más que asistieron a los concilios de Toledo durante el siglo VII. De esta época data también uno de los descubrimientos más importantes realizados en Begastri, la Cruz Monogramática de Begastri.
Sin embargo, desde el año 688 no acuden más obispos de Begastri a Toledo y no vuelve a aparecer en los documentos hasta el año 713 en el pacto de Teodomiro. Se trata de la rendición de Begastri, junto a otras ciudades del sureste español, a los conquistadores árabes, suponiéndosele por aquellos años una pérdida política, social y religiosa a la ciudad visigótica.

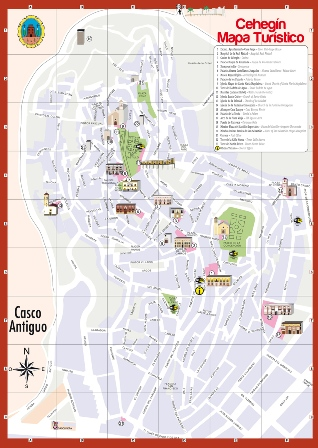
Plano del casco antiguo de Cehegín, cuyo origen fue el asentamiento musulmán en el cerro del Puntarrón alternativo al núcleo hispanovisigodo de Begastri

Esta referencia a Begastri es recogida en una de las versiones de lo que se conoce como Pacto de Tudmir (o Pacto de Teodomiro) en el que varias ciudades (Orihuela, Villena, Alicante, Mula, Begastri, Ello y Lorca) llegan a un acuerdo con el Califato Omeya, mediante el cual podían mantener el control de sus territorios y continuar practicando su fe cristiana, estableciéndose la contraprestación de pagar ciertos impuestos, no colaborar con los enemigos del Califato y entregar a los traidores que quisieran refugiarse en estas ciudades. Por lo tanto estas ciudades y los territorios que controlaban mantuvieron su autonomía hasta el año 825, en que tras una revuelta, pasaron a ser controladas por completo por las autoridades omeyas.
Desde ese momento Cehegín pasaría a estar controlada por el Califato.

### La conquista musulmanadel territorio y la decadencia deBegastri
Cuando en el año 713 se produjo la llegada de los musulmanes a las actuales tierras de la Región Murciana, no se asentaron en la misma Begastri sino que decidieron construir su propio asentamiento muy cerca del de la ciudad visigoda.
La tribu bereber que llegó a estas tierras, los zenehegíes, escogió asentarse en el cabezo del Puntarrón, con el objetivo de controlar el valle del río Argos y la ciudadela blanca de Begastri. Este fue el germen del actual Cehegín (y de su topónimo), que se vería favorecida por el traslado progresivo de la población hacia el nuevo emplazamiento.
El trasvase de población, acelerado con la ruptura del pacto de Teodomiro en el año 789, hizo que Begastri se convirtiera en comunidad mozárabe. Los habitantes que optaron por no marchar reorganizaron su vida haciéndose hueco entre los escombros de la vieja y ruinosa ciudad. Ocuparon el viejo solar a lo largo de los siglos IX y X, y quizá en alguna medida siguieron habitándolo durante todo el tiempo del dominio de Al-Ándalus.

### La reconquista castellanay la nueva Cehegín
En el segundo tercio del siglo XIII el avance cristiano hacia el sur peninsular se presentaba imparable. Fruto de dicho avance fue la sumisión de la taifa de Murcia a la Corona de Castilla, bajo el régimen de protectorado tras el Acuerdo de Alcaraz de 1243.

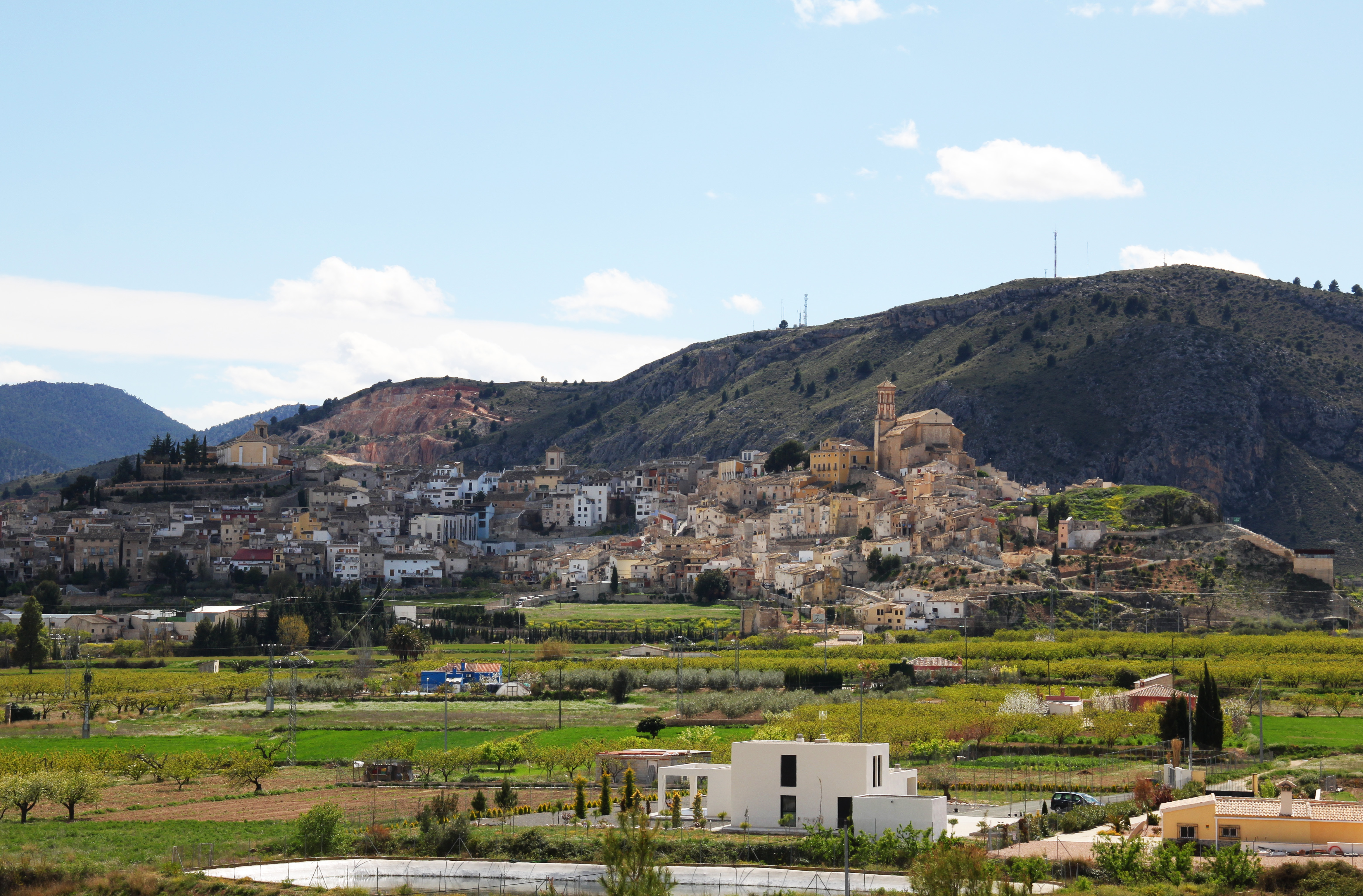
Vista del casco antiguo de Cehegín con el monte de la Peña Rubia de fondo

Fue entonces cuando comenzaron los asentamientos de los primeros cristianos en Cehegín, concretamente en la actual pedanía de Canara, concedida como señorío a Pedro Meléndez Fan.
En 1264 estalla la revuelta mudéjar como consecuencia del progresivo incumplimiento de las cláusulas del Tratado de Alcaraz por Alfonso X. Dos años más tarde el levantamiento fue sofocado por la intervención de Jaime I de Aragón. Como recompensa por la ayuda prestada, el rey Sabio donó Cehegín, junto a Bullas y Caravaca de la Cruz, a la Orden del Temple.
Sin embargo, la posterior represión hizo huir a los habitantes musulmanes del territorio de Cehegín, que a finales del siglo XIII y principios del XIV estaba totalmente despoblado. El fracaso de la repoblación cristiana emprendida hizo que fuese, junto a Bullas, anexionada a Caravaca de la Cruz como aldea. Esta última afirmación ha sido puesta en duda por el medievalista Torres Fontes que resta efectividad al mandato que establecía la dependencia jurisdiccional de Cehegín respecto a Caravaca, llegando a afirmar que nunca tuvo vigencia tal disposición. En concejo ceheginero mantendría en esta línea que nunca dependió del concejo caravaqueño.
Tras la desaparición de los templarios en 1312, la encomienda de Caravaca, y con ella Cehegín y Bullas, fue a parar a manos de la Orden de Santiago en 1344, tras unos años en que fue territorio de realengo.
Sin embargo, el señorío santiaguista de Cehegín ya se había inaugurado años atrás, cuando en 1335 la Orden compró el señorío de Canara a su propietario, Hurtado Ruiz de Gamarra.
Fue en la segunda mitad del siglo XIV cuando Cehegín comenzó a recibir moradores, todavía muy escasos debido a la situación de frontera con el reino nazarí de Granada, y a las epidemias de peste que asolaron el Reino de Murcia en la segunda mitad de la centuria.
Se hizo necesario reconstruir la imagen de la villa con nuevas iglesias y edificios. La antigua Begastri se fue convirtiendo en el Cabezo Roenas (Cabezo de las Ruinas) del que se sacaron los materiales.
El ascenso poblacional e importancia de la villa aumentó durante la centuria siguiente, hasta el punto que Alonso Fajardo "El Bravo" decidió incluirla dentro de sus señoríos conquistados en la rebelión que emprendió por el control del reino contra el adelantado murciano, su primo Pedro Fajardo.

### Despegue al desaparecer la frontera con elReino de Granada
Cuando Granada cae en manos castellanas, en el año 1492, el Reino de Murcia vio desaparecer con ello el más importante freno a su desarrollo: la frontera y la guerra. Cehegín, situada en primera línea de frontera, no fue una excepción. Tras la caída del reino nazarí creció demográficamente de modo espectacular, llegando casi a doblar su población al finalizar la centuria. Se pasó de casi 3000 habitantes a finales del siglo XV, a los 5000 individuos de los últimos años del XVI.

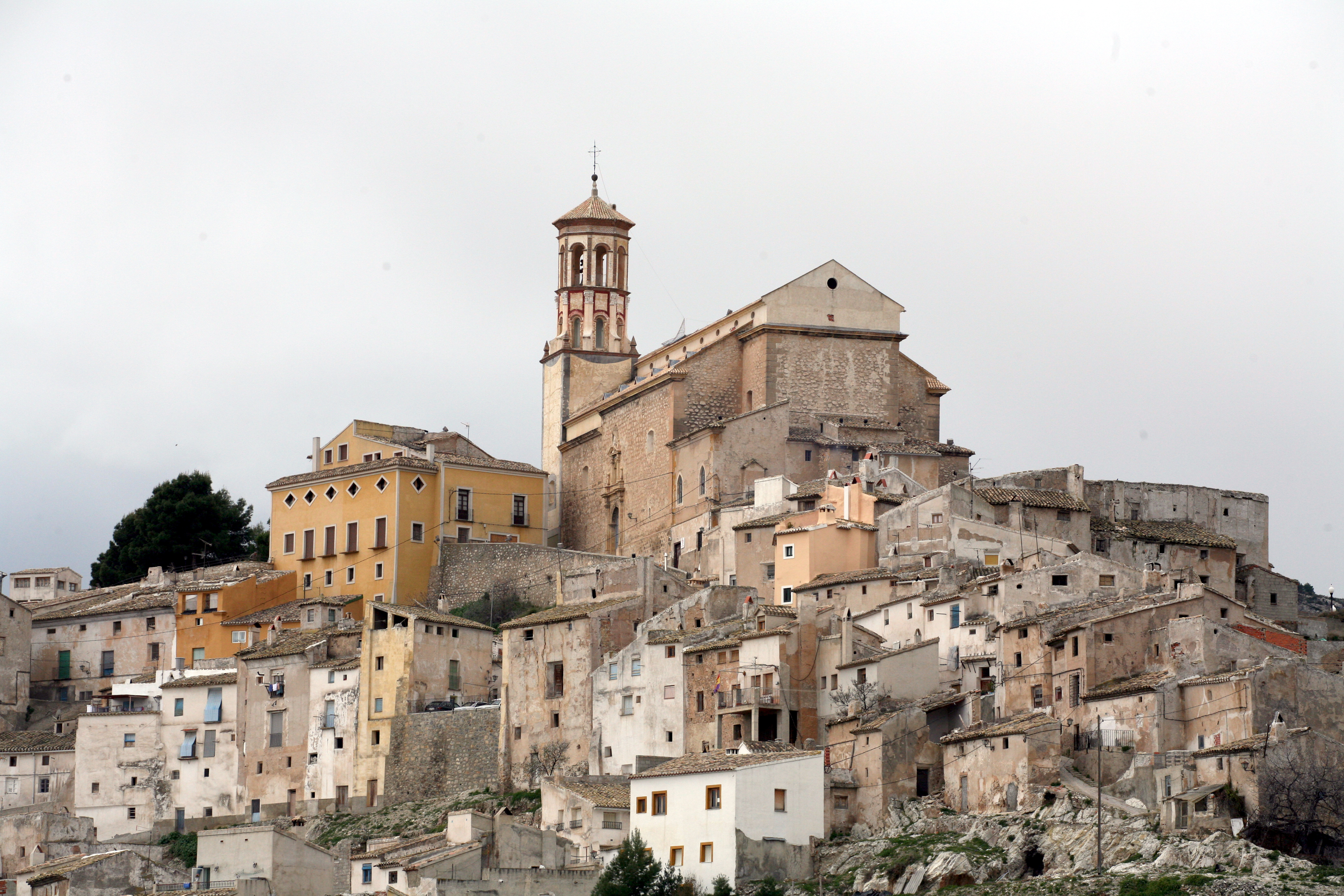
Casco Antiguo de Cehegín, Murcia

Este aumento poblacional se vio retroalimentado por el incremento en las roturaciones agrícolas, y la expansión de la cabaña ganadera, consecuencias de la extinción de la marca fronteriza.
Fue en estos años cuando comenzaron las rivalidades con la vecina Caravaca de la Cruz por la despoblación de Canara, que se integró en Cehegín buscando la protección de sus huertas, amenazadas por los ganaderos caravaqueños.
Con el fin de la guerra la población puede salir de la muralla perimetral y la ciudad se agranda y se embellece. Se construyeron diferentes edificios, sobre todo religiosos, tales como las Iglesias de la Soledad, Concepción, la Magdalena, o la iglesia del Santo Cristo del siglo XVI, y el Convento franciscano de San Esteban del siglo XVII.
La crisis que vivió España en aquella centuria, y que afectó al Reino de Murcia transcurrido el siglo, parece que no afectó de forma significativa a Cehegín. A pesar del hambre que se padeció como consecuencia de las epidemias de peste, las plagas y las guerras de la Corona; lo cierto es que la villa continuó con su tendencia alcista en número de habitantes, salvo la pérdida de la aldea de Bullas, que se independizó de Cehegín en 1689.

### La ciudad en elsiglo de oro murciano
El siglo XVIII supone la recuperación económica y social tras la Guerra de Sucesión española. Se
produce un nuevo aumento poblacional, pasando a tener unas 7000 almas.

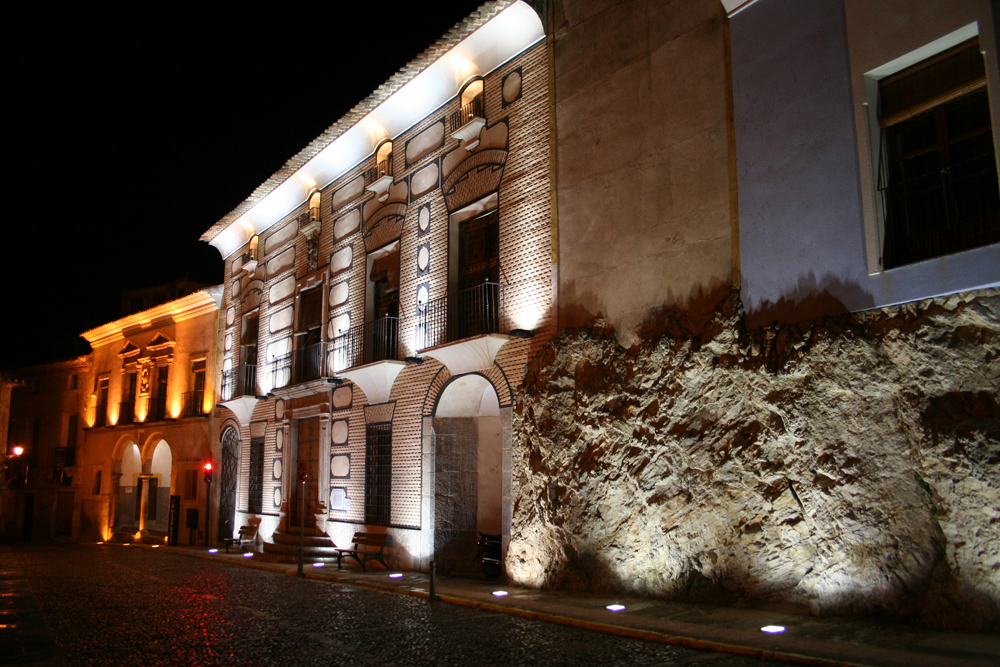
Palacio de los Fajardo, y al fondo el antiguo Concejo

Causa y consecuencia de ello fue la roturación y la disposición para el cultivo de nuevas superficies hasta entonces yermas, alternándose los cereales con la vid, que iría en progresivo aumento. Mientras, los gremios polarizaban la actividad artesanal.
En esta centuria la ciudad vio incrementado su patrimonio arquitectónico con nuevos edificios, sobre todo civiles. Algunos ejemplos son el Palacio de los duques de Ahumada, el Hospital de la Real Piedad, la casa Jaspe (actual Ayuntamiento) o el Palacio de los Fajardo.
Un acontecimiento de singular importancia para la villa tuvo lugar el 25 de julio de 1725 con la llegada desde Nápoles de la que hoy es su patrona, la Virgen de las Maravillas, a instancias de la comunidad franciscana del convento de San Esteban y realizada por Nicolás Fumo.

### Los avances decimonónicos
El nuevo siglo no pudo comenzar de forma más lamentable para toda España, por la Guerra de Independencia. En el caso de la villa de Cehegín supuso el saqueo por las tropas napoleónicas en su huida desde Andalucía. Pero tras la contienda bélica Cehegín conoció una época de cierta prosperidad.
En primer lugar, la villa se liberó de la Orden de Santiago en 1847 en virtud de las leyes desamortizadoras. El Estado incautó todos los bienes, después de cinco siglos de administración de la Orden.
En esta centuria también surgieron sectores productivos en la localidad con gran pujanza. Por un lado las plantaciones de esparto y de cáñamo sirvieron para dotar al municipio de una fuerte industria cordelera y alpargatera. Por otro, en el último cuarto del siglo XIX, Cehegín apareció en el panorama minero regional como un importante productor y exportador de mineral de hierro.
En el plano político, los partidos polarizaron la atención social, mientras se mejoraron las vías de comunicación con la construcción de los puentes sobre los ríos Quípar y Argos. Al finalizar el siglo se hicieron los primeros ensayos con luz eléctrica.

### ElsigloXX: de lacrisis del 29a la declaración de conjunto histórico
A comienzos de la centuria del novecientos Cehegín se colocó a la cabeza en la producción de mineral de hierro, gracias al coto minero de Gilico, explotado por la empresa Altos Hornos de Vizcaya, colocándose por delante incluso de centros tradicionales como Cartagena. Sin embargo, con la crisis económica mundial de 1929, el hierro ceheginero también comenzó a decaer, como consecuencia del bache económico por el que atravesaban sus compradores, especialmente Alemania.

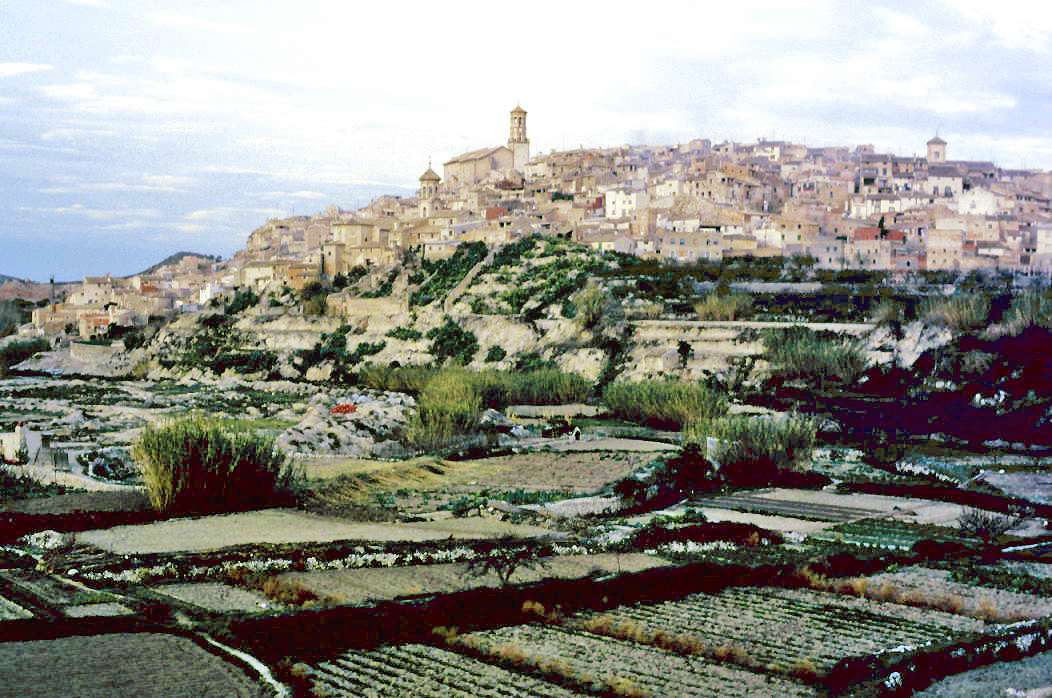
Cehegín a mediados de la década de 1980

La crisis no se detuvo aquí. El auge de las fibras sintéticas hizo casi desaparecer las industrias del esparto y el cáñamo. A pesar de ello, en 1933 Cehegín quedó conectada con ferrocarril gracias a la inauguración de la línea Murcia-Caravaca.
Tras la dura posguerra (perdiendo población en la década de los 40), en los años 60, ante el estancamiento económico de la comarca y el desarrollo que se vivía en otras zonas del país, comienza otro periodo de emigración de población ceheginera. El resurgir posterior de la economía del municipio ha venido marcado por el cultivo de frutales como el albaricoquero o el melocotonero; acompañados de industrias conserveras. Además, en los últimos años, el sector de las canteras de mármol está repercutiendo de forma beneficiosa en la economía del municipio.
Se ha sumado a toda esta mejoría el sector turístico, tras declarar el casco antiguo conjunto histórico-artístico por el Ministerio de Cultura en 1982 (en la actualidad bien de interés cultural en la categoría de conjunto histórico), a pesar de que se demolió su castillo en 1957.

## Geografía

Término municipal de Cehegín respecto a la Región de Murcia

Tiene una extensión de 292,7 km². Su altitud media es de 570 metros sobre el nivel del mar y dista de la ciudad de Murcia en 66 km. Sus accidentes orográficos más destacables son las sierras de Lavia, Quípar, Burete y de La Puerta. Su término municipal es surcado por los ríos Argos y Quípar, ambos afluentes del río Segura.
En la cuenca del río Argos, antes de entrar en el término municipal de Calasparra, se encuentra el embalse del Argos.
| Noroeste: Moratalla           | Norte: Calasparra | Noreste: Mula          |
| Oeste: Caravaca de la Cruz    |                   | Este: Bullas           |
| Suroeste: Caravaca de la Cruz | Sur: Lorca        | Sureste: Mula y Bullas |

### Geología
El término de Cehegín se encuadra en la Zonas Externas de las Cordilleras Béticas dentro del dominio Subbético. Sólo un pequeño área (sierra de la Puerta) localizada al norte del término no pertenece a éste. Son series del Prebético más meridional y de las Unidades Intermedias.
En Cehegín están representadas unidades del Subbético Externo y Medio. En la sierra de la Puerta hay una serie de transición entre Prebético Interno y Subbético Externo con características estratigráficas de transición entre ambas, son las Unidades Intermedias que responden a un surco entre Prebético y Subbético.
El Prebético Interno se caracteriza tectónicamente por la existencia de grandes estructuras de plegamiento y pliegues-falla. El estilo tectónico del Subbético se basa en grandes mantos de cabalgamiento a favor de Trías que sirvió como base de despegue. La presencia del Triásico es importante en Cehegín tanto en superficie como por la importancia económica que tuvieron en el pasado las explotaciones de magnetita, en Gilico, en las mineralizaciones asociadas a él.

### Geomorfología e hidrografía

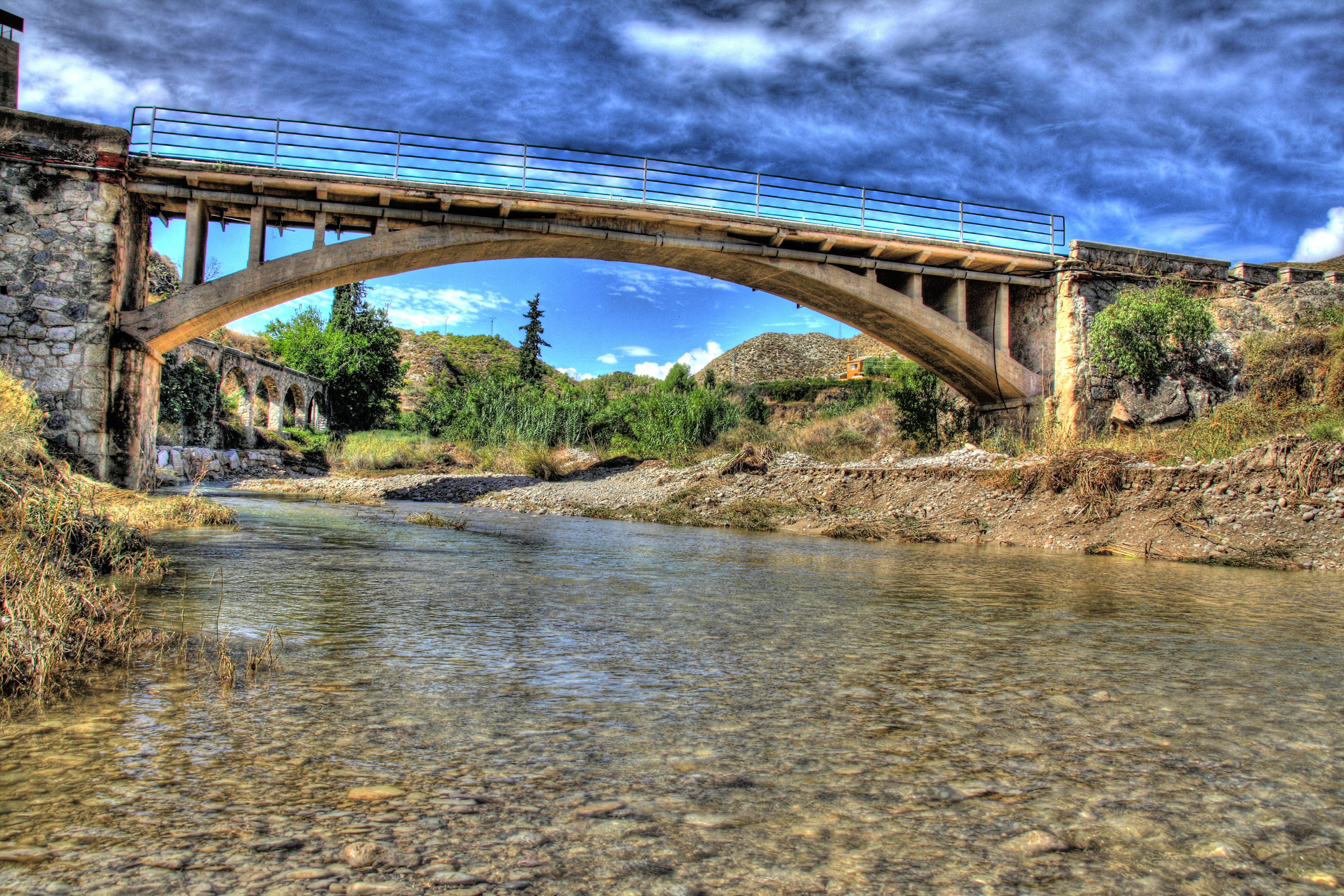
Río Argos a su paso por Cehegín

El término municipal de Cehegín respecto al relieve se divide en varias zonas. El sur del término, queda caracterizado por las elevaciones montañosas que ocupan la mayor parte de su superficie y deja entre ellas estrechos valles.
La región Central y Oeste, cuya morfología es dominada por la presencia de los ríos Argos y Quípar, con sus amplios valles y extensas áreas de terraza de formas planas y suaves pendientes.
Una zona al Este, caracterizada por elevaciones montañosas de menor magnitud que las sierras mesozóicas del Sur. Forman un relieve muy agreste y discontinuo.
Las elevaciones montañosas se alinean en la dirección estructural SW-NE. Esta orientación es general en todas las Béticas.
Normalmente, las zonas más abruptas, con las formas más angulares y recortadas, la dan calizas y dolomías. En contraposición, las margas y rocas detríticas dan relieves más suaves cóncavo-convexos. Entre ambos extremos, existen todas las morfologías intermedias.

A la vez, los terrenos margosos son más susceptibles de ser afectados por los procesos erosivos, que ya son patentes en algunas zonas (proximidades del Quípar en el Paraje de Cañalengua, etc).

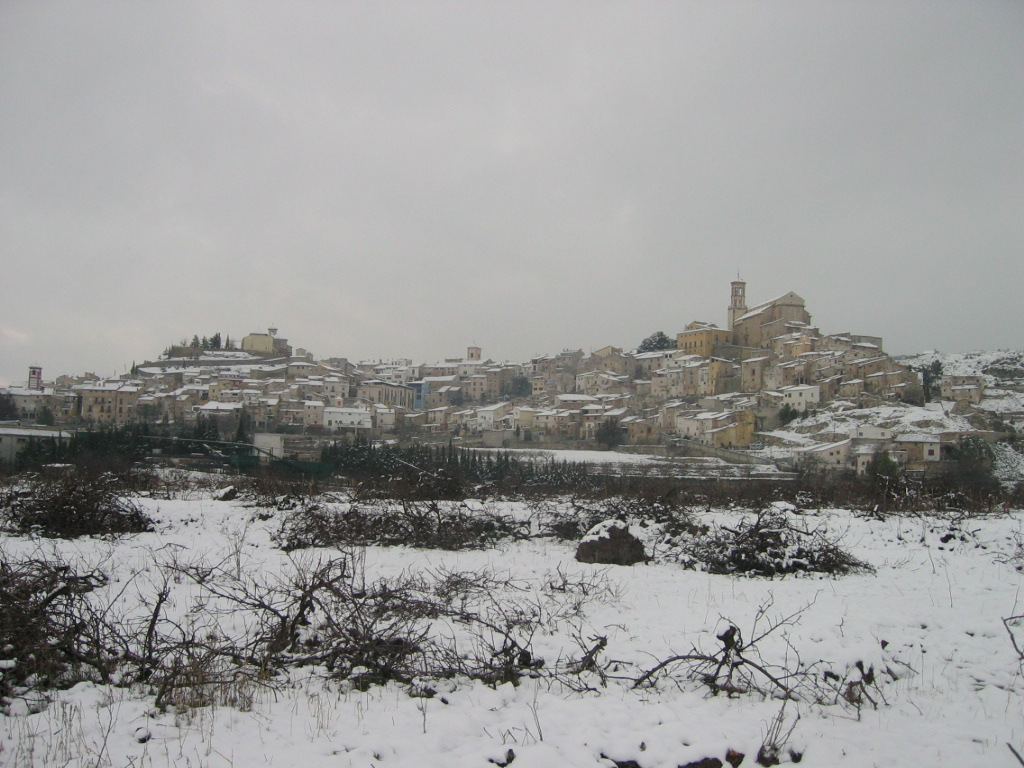
El casco histórico de Cehegín nevado

Al este, las dolomías dominan el paisaje dando las zonas más elevadas y asentándose sobre materiales más plásticos que forman las laderas y vaguadas que los rodean.
La dinámica fluvial, con los dos ríos ya en su curso medio, con sus terrazas, acaban de configurar el panorama geomorfológico de Cehegín. Argos y Quípar constituyen los drenajes de estos relieves. Su curso es meandriforme, jalonado con varios niveles de terraza. La red secundaria es de tipo dendrítica con variación en la densidad desde baja en las áreas carbonatadas, a media-alta en los aluviales cuaternarios y otras zonas terrígenas.
Respecto a la hidrología subterránea, hay una gran unidad hidrogeológica: La Unidad de Caravaca con unos recursos estimados de 69 hm³/año. Existen además multitud de acuíferos más pequeños: Burete y muchas de las serretas dolmíticas del Este de Cehegín.

### Naturaleza
La situación de Cehegín en la Región de Murcia, como zona de transición entre la zona montañosa del extremo noroeste y los valles suaves de la vega media del Segura, le proporciona una considerable heterogeneidad ambiental, que se traduce en una amplia variedad de ecosistemas y hábitats. Podemos encontrar así, desde sistemas boscosos de media montaña, con altitudes por encima de los mil metros, hasta las vegas de los ríos Quípar y Argos, pasando por zonas de cultivos, tanto de secano como de regadío, extensiones de matorral y eriales, barrancos, ramblas y arroyos.
La naturaleza de Cehegín alberga una gran diversidad de especies de fauna y flora, muchas de ellas con elevado interés de conservación, así como parajes que han merecido un reconocimiento de su valor a escala europea. Así, en Cehegín podemos encontrar cuatro espacios de la Red Natura 2000, dos de ellos LIC (Río Quípar y Sierra de Lavia) y otros dos ZEPA (Sierras de Burete, Lavia y Cambrón y Sierra del Molino, Embalse del Quípar y Llanos del Cagitán). En el municipio parecen 17 hábitats de interés comunitario, de los cuales 5 son prioritarios.

#### Sistemas forestales
Cehegín es un municipio eminentemente forestal: más del 60 % de su término municipal corresponde a monte (incluyendo bosque, matorral, pastizal y espartizales), situándose entre las localidades con mayor superficie forestal de la Región de Murcia. Además, la mayor parte de esta superficie forestal es de titularidad pública, con más de 10 000 hectáreas de monte público, sobre todo de propiedad municipal. Por tanto, los sistemas forestales tienen una importancia capital en el patrimonio natural de Cehegín, atesorando un elevado valor ecológico, con una rica diversidad de especies de fauna y flora. Como principales enclaves forestales destacan la sierra de Burete (designada como ZEPA), la Sierra de Lavia (designada como ZEPA y propuesta como LIC), la sierra del Quípar y las masas forestales del norte del municipio (Cabezos de Juan González, cerro de los Lomos, cerro de Cambrones, etc.).

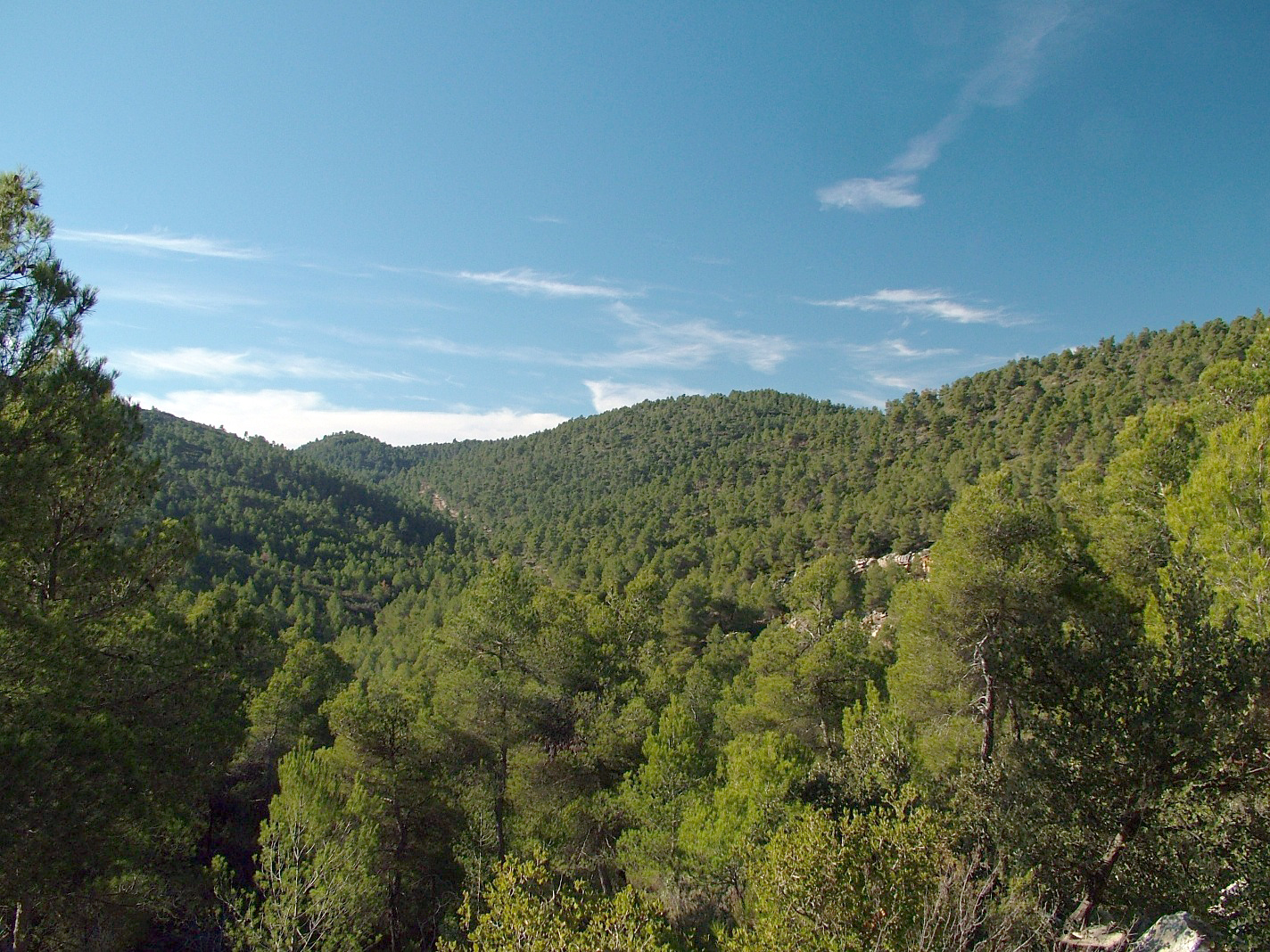
Sierra de Burete

Los bosques de Cehegín muestran un absoluto dominio del pino carrasco (Pinus halepensis), aunque aparecen otras especies arbóreas como la encina (Quercus rotundifolia) y el quejigo (Quercus faginea), relegadas a zonas concretas donde aparecen a menudo mezclados con el pinar. En el sotobosque del pinar destacan arbustos como el romero (Salvia rosmarinus), varias especies de tomillo (Thymus spp.), aliaga (Genista scorpius), enebro (Juniperus oxicedrus), coscoja (Quercus coccifera), lentisco (Pistacia lentiscus), varias especies de jaras, entre las que destacan la jara estepa (Cistus albidus) y el jaguarzo o romero macho (Cistus clusii), espino negro (Rhamnus licyoides) y matapollo (Daphne gnidium). Otras especies, aunque también comunes, las encontramos más localizadas en determinadas áreas forestales. Es el caso del madroño (Arbutus unedo), sabina (Juniperus phoenicea), aladiernos (Rhamnus alaternus), cornicabra (Pistacia terebinthus), y algunas jaras (como Cistus laurifolius). Por otro lado, podemos encontrar también zonas de matorral y vegetación arbustiva, como espartales de esparto (Stipa tenacissima), albardinales de albardín (Ligeum spartum), en terrenos margosos, albaidares de albaida (Anthyllis cytisoides), etc. Durante el decenio 2001-2010 se han producido incendios en 1.94 ha de superficies arboladas de este municipio.
En cuanto a la fauna, los montes de Cehegín adquieren especial relevancia por la riqueza y la abundancia de rapaces forestales, como aguililla calzada (Hieraetus pennatus), azor (Accipiter gentilis), busardo ratonero (Buteo buteo), águila culebrera europea (Circaetus gallicus), y gavilán común (Accipiter nisus). Aparecen también rapaces nocturnas como búho chico (Asio otus), autillo europeo (Otus scops) y cárabo (Strix aluco). Y en los roquedos encontramos otras rapaces como el halcón peregrino (Falco peregrinus), el búho real (Bubo bubo) y el águila real (Aquila chrysaetus), menos frecuente, junto a córvidos como la chova piquirroja (Pyrrhocorax pyrrhocorax) y el cuervo (Corvus corax). Los mamíferos son también un grupo bien representado en los montes de Cehegín. Son especialmente abundantes la ardilla (Sciurus vulgaris), el jabalí (Sus scrofa) y el conejo (Oryctolagus cuniculus). También aparece cabra montés (Capra pyrenaica), que comparte espacio con el ciervo reintroducido para la caza y el arruí (Ammotragus lerva), un muflón de origen africano que fue introducido en Sierra Espuña en los años 70 y que desde entonces se ha ido extendiendo a otras sierras de la Región. Entre los carnívoros habitan especies como el tejón (Meles meles), la jineta (Genetta genetta), el gato montés (Felis silvestris), la garduña (Martes foina), y la comadreja (Mustela nivalis). Entre los anfibios aparecen sapo común (Bufo bufo), sapo corredor (Bufo calamita), sapo moteado común (Pelodytes punctatus) y sapo de espuelas (Pelobates cultripes). Y entre los reptiles, son especialmente comunes la culebra bastarda (Malpolon monspessulanus), culebra de escalera (Rhinechis sacalaris), lagarto ocelado (Lacerta lepida), lagartija ibérica (Podarcis hispanica), lagartija colilarga (Psammodromus algirus), lagartija colirroja (Acanthodactylus erythrurus) y lagartija cenicienta (Psammodromus hispanicus).

#### Ecosistemas acuáticos
Los principales sistemas acuáticos de Cehegín son los ríos Quípar y Argos, que atraviesan el término municipal de Sureste a Noreste conformando amplios valles aterrazados cuya fertilidad propició la presencia humana en el municipio desde tiempos remotos y su rica huerta. Ambos ríos se encuentran en la actualidad muy maltratados por la extracción de agua para regadío (que ha acabado con la mayor parte de sus caudales) y la contaminación de sus aguas. No obstante, aún podemos encontrar enclaves de interés en ambos ríos, como zonas donde sobreviven reductos de bosque de ribera (como en la zona del Ribazo), importantes tarayales (como en la zona de Los Villares y La Florida), etc. El Quípar y el Argos se nutren además de distintos arroyos entre los que cabe mencionar el Arroyo de Burete, el Ayo. del Padre Pecador, el Ayo. del Chaparral o el Ayo. Hurtado (todos afluentes del Quípar). Otros sistemas que podemos encontrar en Cehegín son las fuentes y afloramientos de agua, en la mayoría de los casos canalizadas o modificadas por el hombre desde hace siglos. Y completan la lista de ambientes acuáticos sistemas antrópicos como balsas de riego, acequias y abrevaderos para el ganado. Hay que mencionar también el embalse del Argos, que destaca por las poblaciones de aves acuáticas que alberga, así como diversas ramblas salinas, localizadas sobre todo en el noreste del municipio, que albergan comunidades singulares adaptadas a la salinidad.
Entre la fauna de los ambientes acuáticos de Cehegín destacan especies como la rana común (Pelophylax perezi), la culebra viperina (Matrix maura), el galápago leproso (Mauremys leprosa), el barbo (Barbus sclateri) o la nutria (Lutra lutra). Esta última llegó a desaparecer del municipio pero ha sido citada en los últimos años en los ríos Quípar y Argos. Dentro del grupo de las aves, podemos encontrar numerosas especies, como lavandera cascadeña (Motacilla cinerea), oropéndola (Oriolus oriolus), gallineta común (Gallinula chloropus), ruiseñor común (Luscinia megarhynchos), carricero común (Acrocephalus scirpaceus), garza real (Ardea cinerea), zampullín chico (Tachybaptus ruficollis), garcilla bueyera (Bubulcus ibis), somormujo lavanco (Podiceps cristatus), ánade real (Anas platyrhynchos), etc. Por otro lado, hay que destacar también que en la mayor parte de los cuerpos de agua del municipio aparece cangrejo rojo (Procambarus clarkii), un cangrejo de origen americano con nefastas consecuencias sobre la biodiversidad de estos ambientes.
Respecto a la flora, en las riberas de los ríos Quípar y Argos encontramos ejemplares de chopo (Populus nigra), álamo blanco (Populus alba), olmo (Ulmus minor) y taray (Tamarix canariensis), además de caña común (Arundo donax), zarzas (Rubus ulmifolius), tapaculeros (Rosa sp.), menta (Mentha subveolus), cola de caballo (Equisetum ramossisimum), carrizo (Phragmatis australis), aneas (Typha sp.), juncos (Scirpus holoschoenus), etc.

#### Otros ecosistemas
En Cehegín la agricultura representa más del 35 % del territorio, con importantes extensiones de cultivos, tanto de regadío como de secano, que constituyen también ambientes donde encontraremos comunidades propias de los mismos. Podemos encontrar así amplias zonas de tierras en labor (estepas cerealistas) y zonas de matorral subarbustivo y pastizales que albergan importantes comunidades de aves esteparias, entre las que destacan el cernícalo primilla (Falco naumanni) (no nidificante en Cehegín), sisón común (Tetrax tetrax), ganga ortega (Pterocles orientalis), alcaraván (Burhinus oedicnemus), collalba rubia (Oenanthe hispanica), collalba negra (O. leucura), triguero (Emberiza calandra), así como numerosas especies de alaudidos: alondras (Alauda arvensis), terreras (Calandrella brachydactyla), totovías (Lullula arborea), calandrias (Melanocorypha calandra) y cogujadas (Galerida cristata). Por otro lado, las vegas y regadíos de Cehegín albergan numerosas especies de fauna y flora asociados a estos sistemas antropizados.

## Demografía
Cehegín cuenta con una población de 14 476 habitantes (INE 2024).
| Gráfica de evolución demográfica de Cehegín entre 1842 y 2021                                                                                                |
| |
| Población de derecho según los censos de población del INE Población de hecho según los censos de población del INEEn este censo se denominaba Cehejín: 1842 |

Como la mayoría de municipios de la comarca, Cehegín conoció un incremento demográfico sostenido hasta 1940. Posteriormente se dio una mengua notable en las décadas de 1940 y 1960, seguida de una fase de estabilidad. La tendencia hasta inicios de esta década era de importante recuperación en la población, pero este hecho no quería decir que el número de cehegineros que emigran a otros países no sea elevado, sobre todo en los últimos años.
En esta década está sufriendo una importante bajada en el número de habitantes, ayudado por la dinámica demográfica nacional y sobre todo la comarcal, donde la mayoría de municipios también han perdido población.
En la pedanía de Valentín ha tenido lugar un importante cambio socioeconómico con el fuerte auge que ha experimentado la industria semiartesana de la cerámica del barro, destinada mayoritariamente a la exportación.

## Economía
Hasta los años 50, aún en posguerra, una de las actividades más importantes del municipio consistía en el cultivo y trabajo del cáñamo para confeccionar calzado artesanal, conocido este como alpargatas en el argot local. En recuerdo de aquella actividad existe la fuente del Alpargatero en el centro de Cehegín, así como una calle.
En la agricultura, han predominado el olivar, almendro y viña en el secano, y albaricoque y melocotonero en regadío; lo que permitió a partir de la década de los 70 consolidar un fuerte tejido industrial manufacturero conservero. Algunas de las fábricas más importantes de la época fueron: Los Isidros, Los Hernández, La Verja o Cofrutos (esta última aún se encuentra en pleno funcionamiento). 
En años posteriores se vivió al auge de la industria del mármol, ya que el municipio cuenta con canteras de dicho material (caliza marmórea de color rojo principalmente). Esto posibilitó situar diferentes plantas de tratamiento del mineral, siendo durante años un importante motor de desarrollo para la economía local, aunque la crisis económica de 2008 obligó a reducir y modificar drásticamente las plantillas.
En la pedanía de Canara, en los últimos años, ha tenido gran auge el cultivo de flor bajo invernadero, principalmente clavel, gladiolo, crisantemo etc.

#### Mercadillos
- El último domingo de cada mes, la plaza del Castillo acoge el mercadillo artesanal El Mesoncico, donde más de medio centenar de artesanos de la zona se dan cita para ofrecer sus productos, embutidos, cerámicas, dulces, jabones, vinos, quesos, etc.
- En el municipio se celebra los meses impares el mercadillo de segunda mano y antigüedades, que tiene lugar en la explanada de la antigua estación de tren de Cehegín.[7]

## Comunicaciones

### Por carretera
La principal vía de comunicación es la autovía RM-15, que comunica el municipio con Murcia. Otras vías relevantes son las carreteras RM-517 desde Caravaca, RM-B16 desde Algezares, RM-B20 desde Valentín y RM-B21.

### Autobús
Prestan servicio las siguientes líneas de autobús interurbano, todas ellas desde la estación de autobuses:
| Línea     | Recorrido                     | Operador          |
| --------- | ----------------------------- | ----------------- |
| MUR-025-1 | Caravaca de la Cruz - Murcia  | Interbus          |
| MUR-029   | Caravaca de la Cruz - Cehegín | Bus Línea 5, S.L. |

También presta servicio la siguiente línea de autobús de largo recorrido:
| Línea   | Recorrido                                         | Operador |
| ------- | ------------------------------------------------- | -------- |
| VAC-150 | Sevilla y Málaga a Montgat y Manresa con hijuelas | ALSA     |

La pedanía de Valentín dispone de conexión con Calasparra mediante bus urbano.

## Administración y política

### Gobierno municipal
Tras los últimos comicios, Alicia del Amor Galo (PP) ha sido elegida alcaldesa en junio de 2023 con un gobierno en minoría.
| Periodo   | Nombre                        | Partido | Partido                                               |
| --------- | ----------------------------- | ------- | ----------------------------------------------------- |
| 1979-1982 | Cristóbal Robles Jaén         |         | Unión de Centro Democrático (UCD)                     |
| 1982-1983 | Manuel Soria García           |         | Unión de Centro Democrático (UCD)                     |
| 1983-2003 | Pedro Abellán Soriano         |         | Partido Socialista de la Región de Murcia (PSRM-PSOE) |
| 2003-2015 | José Soria García             |         | Partido Popular (PP)                                  |
| 2015-2019 | José Rafael Rocamora Gabarrón |         | Partido Socialista de la Región de Murcia (PSRM-PSOE) |
| 2019-2021 | Alicia del Amor Galo          |         | Partido Popular (PP)                                  |
| 2021-2023 | Jerónimo Moya Puerta          |         | Ciudadanos (CS)                                       |
| 2023-act. | Alicia del Amor Galo          |         | Partido Popular (PP)                                  |

| Partido político                                      | 2023  | 2023  | 2023       | 2019  | 2019  | 2019       | 2015  | 2015  | 2015       | 2011  | 2011  | 2011       | 2007  | 2007  | 2007       |
| Partido político                                      | %     | Votos | Concejales | %     | Votos | Concejales | %     | Votos | Concejales | %     | Votos | Concejales | %     | Votos | Concejales |
| Partido Popular (PP)                                  | 32,40 | 2534  | 6          | 26,17 | 2169  | 5          | 34,56 | 2963  | 6          | 59,20 | 5279  | 11         | 59,98 | 5455  | 11         |
| Partido Socialista de la Región de Murcia (PSRM-PSOE) | 30,57 | 2391  | 6          | 44,29 | 3671  | 8          | 39,81 | 3413  | 8          | 29,84 | 2661  | 5          | 33,60 | 3056  | 6          |
| Por Cehegín (XCEH)                                    | 18,90 | 1478  | 3          | –     | –     | –          | –     | –     | –          | –     | –     | –          | –     | –     | –          |
| Gestiona Cehegín (GC)                                 | 9,55  | 747   | 1          | –     | –     | –          | –     | –     | –          | –     | –     | –          | –     | –     | –          |
| Vox                                                   | 5,26  | 412   | 1          | –     | –     | –          | –     | –     | –          | –     | –     | –          | –     | –     | –          |
| Podemos-Izquierda Unida (IU)                          | 2,40  | 188   | 0          | 4,69  | 389   | 0          | –     | –     | –          | –     | –     | –          | –     | –     | –          |
| Ciudadanos (CS)                                       | –     | –     | –          | 24,38 | 2021  | 4          | 14,04 | 1204  | 2          | –     | –     | –          | –     | –     | –          |
| Cehegín por el Cambio (CxC)                           | –     | –     | –          | –     | –     | –          | 6,00  | 514   | 1          | –     | –     | –          | –     | –     | –          |
| Izquierda Unida (IU)                                  | –     | –     | –          | –     | –     | –          | 4,08  | 350   | 0          | 8,21  | 732   | 1          | 4,98  | 453   | 0          |

### Organización territorial
| Entidad de población    | Habitantes (2019) |
| ----------------------- | ----------------- |
| Cehegín (municipio)     | 14 983            |
| Agua Salada             | 153               |
| Burete                  | 9                 |
| Campillo de los Jiménez | 224               |
| Canara                  | 561               |
| Cañada de Canara        | 182               |
| Carrasquilla            | 114               |
| Cehegín (núcleo urbano) | 12 858            |
| Chaparral               | 170               |
| Escobar                 | 88                |
| Gilico                  | 1                 |
| Ribazo                  | 81                |
| Valdelpino              | 2                 |
| Valentín                | 377               |

## Servicios

### Educación
La localidad de Cehegín cuenta con cuatro colegios públicos de educación infantil y primaria, un centro concertado que cubre infantil, primaria y secundaria y dos institutos públicos de educación secundaria (que cubren secundaria y bachillerato).
Por su parte, las pedanías cuentan con un colegio público, presente en Campillo de los Jiménez, Canara, El Chaparral y Valentín, cuyo nombre es colegio rural agrupado Río Argos

#### Colegios concertados
- CC Nuestra Señora de las Maravillas[12]

#### Colegios públicos de educación infantil y primaria
- CEIP Begastri[13]
- CEIP Conde de Campillos[14]
- CEIP Pérez Villanueva[15]
- CEIP Virgen de las Maravillas[16]
- CRA Río Argos[17]

#### Institutos de educación secundaria / centros de formación profesional
- IES Alquipir[18]
- IES Vega del Argos[19]

### Sanidad
Este pueblo cuenta con un centro sanitario público, inscrito en el área IV del Servicio Murciano de Salud, y una residencia y hogar de crónicos concertado, el Hospital de la Real Piedad.

## Cultura

### Patrimonio
- Iglesia de Santa María Magdalena:

Coronando la plaza de la Constitución, lugar emblemático y de incomparable belleza dentro del casco antiguo de Cehegín, se sitúa la iglesia de la Magdalena, obra atribuida a Jerónimo Quijano. Es el edificio más destacable dentro del patrimonio religioso ceheginero y el más característico, ya que es el que dibuja la silueta de este municipio. Sus obras se inician en el siglo XVI llegando inconclusa hasta finales del siglo XVII.
Fue declarada bien de interés cultural con categoría de monumento por Real Decreto el 2 de julio de 1982; también está declarada Monumento Nacional.
- Iglesia de la Soledad:

La Iglesia de la Soledad es un templo de planta basilical. Situada en el cerro sobre el que se asienta el casco antiguo de Cehegín, y en concreto en la ladera de poniente, sobre el curso del río Argos. Forma parte de la perspectiva del conjunto histórico de Cehegín, en la panorámica desde la carretera que une esta población con Caravaca de la Cruz.
Edificio de finales del siglo XVI y principios del siglo XVII, reformado en el XVIII, compuesto por diferentes zonas entre las que podemos distinguir el propio templo, la torre-campanario, el camarín de la Virgen y la casa del santero.
- Iglesia de la Concepción:

Su origen se cree alrededor de finales del siglo XV o principios del XVI. Lo que se sabe es que fue consagrada y bendecida el 9 de enero de 1556 gracias a una inscripción que posee en el lateral derecho del altar mayor.
Su estilo es renacentista. Consta de 3 naves y coro alto a los pies. Las naves interiores se apoyan en columnas toscanas y de estilo jónico en el presbiterio, que tiene una rica cubierta, policromada y con una gran piña de mocárabes y estrellas. La parte interior está constituida por una importantísima cubierta mudéjar de madera, con bóveda de crucería octogonal y que posee la singularidad de tener inscripciones pintadas. Fue declarada Monumento Nacional en 1980.
- Convento de San Esteban:

Conforma un conjunto de edificios compuesto por el monasterio y la iglesia. Fue construido entre los siglos XVI y XVIII por los franciscanos. Destaca la iglesia, que alberga la imagen de Nuestra Señora de las Maravillas, patrona de la localidad, el retablo mayor barroco, el claustro central y la escalera de la Tota Pulchra.
Fue declarado Bien de Interés Cultural en 1976.
- Ermita del Santo Cristo:

Conocida en Cehegín como iglesia del Santo Cristo, aunque inicialmente era denominada ermita del Smo. Cristo del Milagro. 
Edificada a finales de siglo XVI extramuros de la villa frente al portillo de la sangre de Cristo por la cofradía del mismo nombre como bien privativo de esta. En ella tenían derecho de enterramiento todos sus cofrades y en un lugar destacado los mayordomos pertenecientes a lo nobleza local.
Es una iglesia renacentista con portada de jaspes locales de la sierra de Quípar.
Fue parcialmente desacralizada sobre lo años sesenta del pasado siglo por inminente ruina, conservándose su retablo mayor y su púlpito de jaspe, así como los retablos de San Antón y de la Virgen del Rosario en la iglesia de Santa María Magdalena. Actualmente en una casa aneja se conserva la capilla circular de la Virgen de las Angustias de gran tradición popular, saliendo en procesión la noche de Viernes Santo.
- Casco Antiguo:

Declarado conjunto histórico-artístico, es uno de los mejor conservados y más destacados de la Región de Murcia. 
Entre sus edificaciones sobresalen el Hospital de la Real Piedad; construido en el siglo XVIII, remodelado en los siglos XIX y XX, el barroco Palacio de los Fajardo; sito en la plaza de la Constitución, del siglo XVIII y cercano a otros edificios como el antiguo Concejo (siglo XVII) -actual Museo Arqueológico de Cehegín- y el Palacio de la Tercia (siglo XVIII). También destacan la Casa Jaspe; palacio barroco-rococó del XVIII que perteneció a las familias Salazar y Massa, hasta que en 1973 fue adquirida por el Ayuntamiento, o el Casino de Cehegín; que ocupa una de las numerosas casonas blasonadas del casco antiguo.
- Yacimiento de Begastri:

Begastri se localiza en un cerro de mediana altura llamado Cabezo Roenas, muy cerca del curso del río Quipar. Está tan sólo a dos kilómetros de la ciudad de Cehegín. 
Si bien el grueso de los materiales es de época tardía, está documentada la presencia de un poblado ibérico. Con la llegada de los romanos recibió la municipalidad, res publica begastresium, lo que es una demostración de la importancia que debió alcanzar, aunque su auge llegaría después. Sería en época visigoda cuando lograría su esplendor como sede episcopal. Es en estos siglos cuando la ciudad alcanza su máxima extensión; se levanta un amplio recinto amurallado con, al menos, dos puertas protegidas mediante torreones; la muralla, levantada en buena parte con grandes sillares y que en algunos lugares supera los dos metros, es visitable en la actualidad, siendo objeto de varios trabajos de consolidación y restauración.

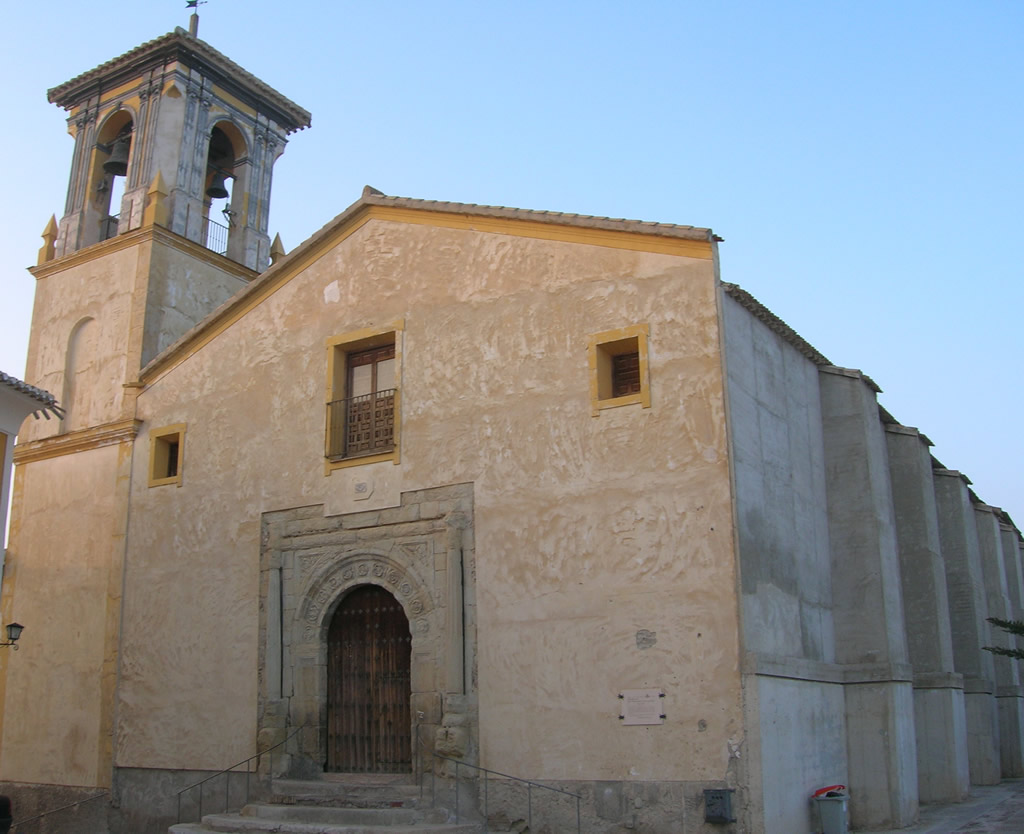
Ermita de la Purísima Concepción (XVI)
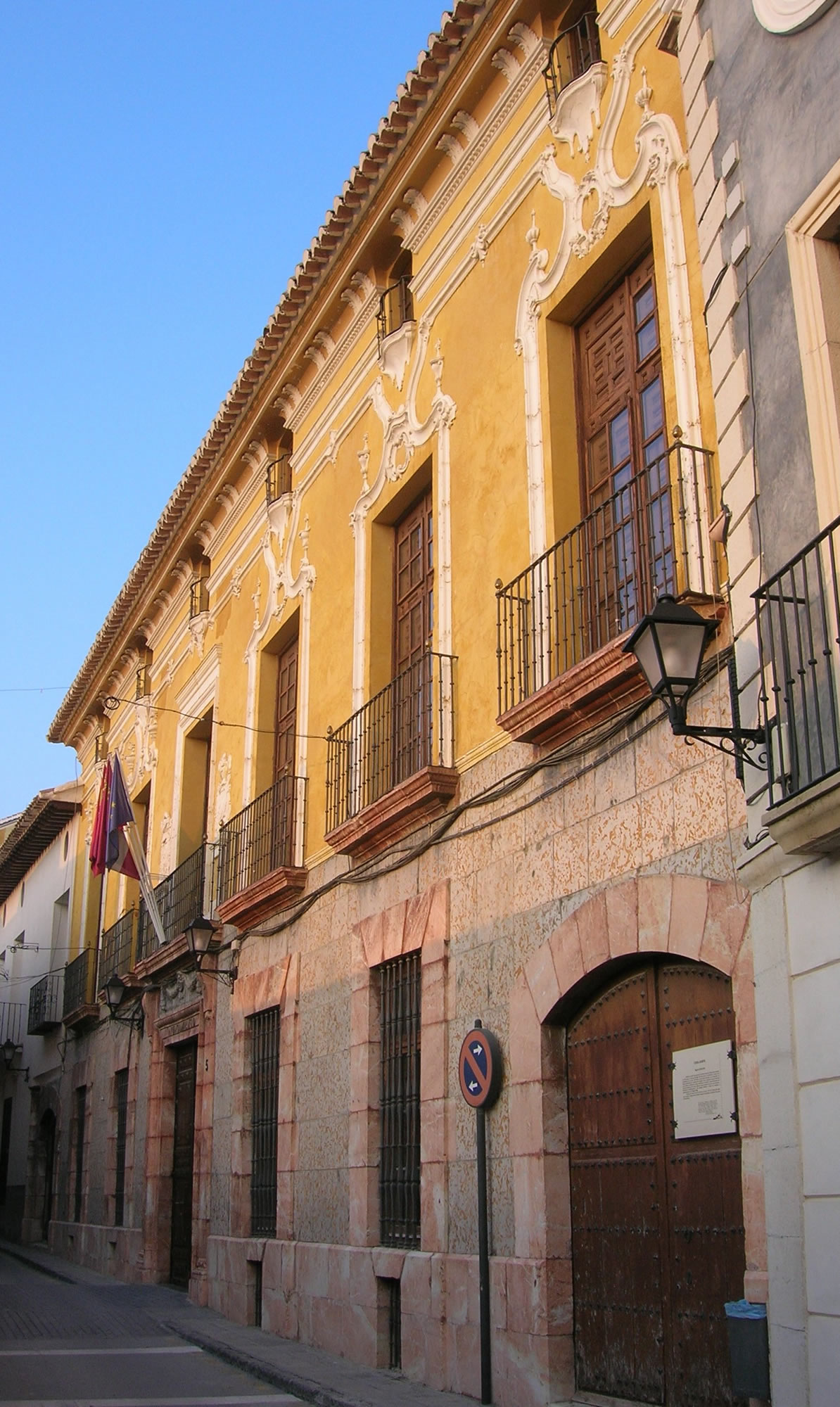
Casa Jaspe, siglos XVIII-XIX, actual Ayuntamiento
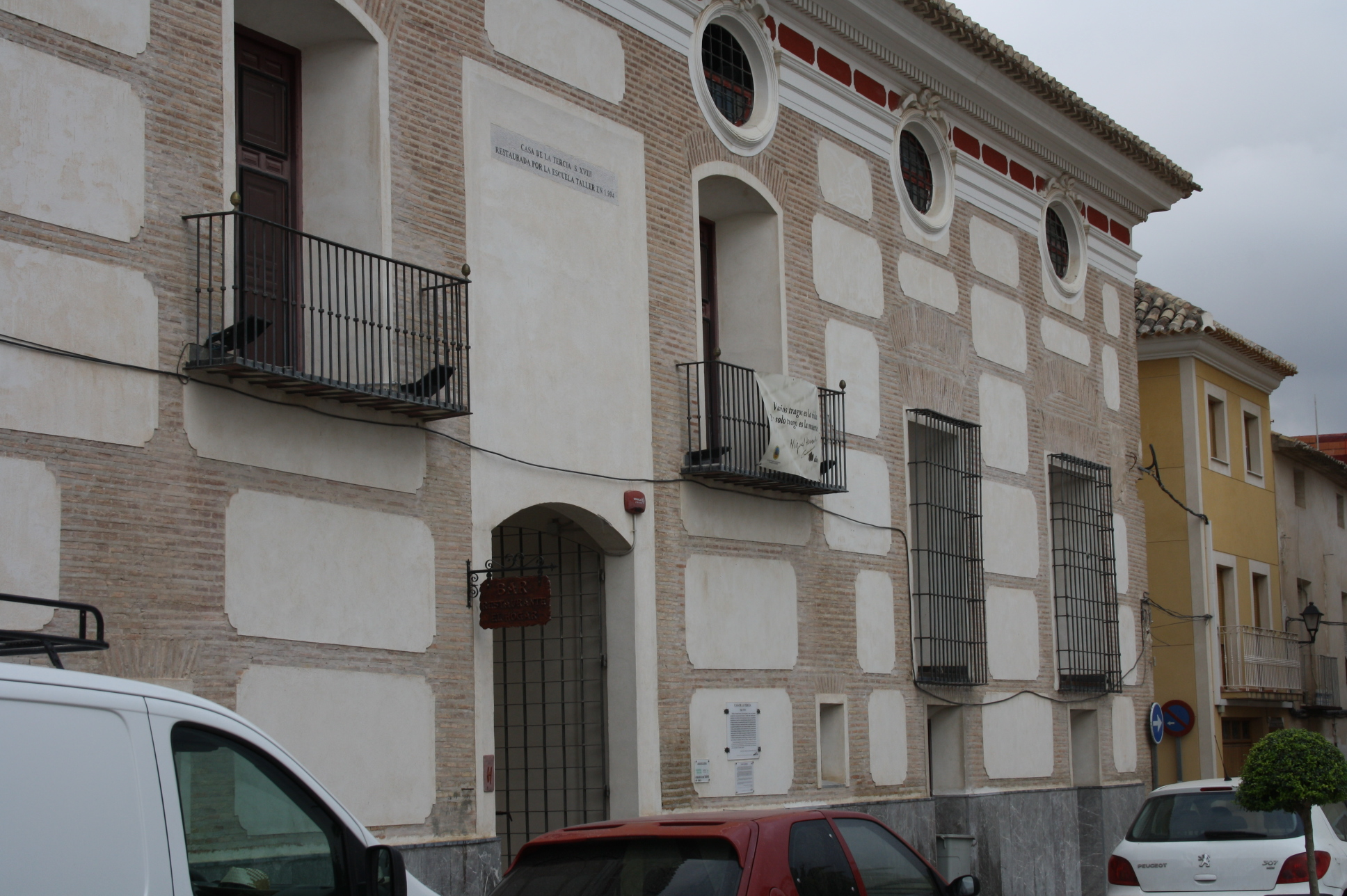
Palacio de la Tercia, siglo XVIII
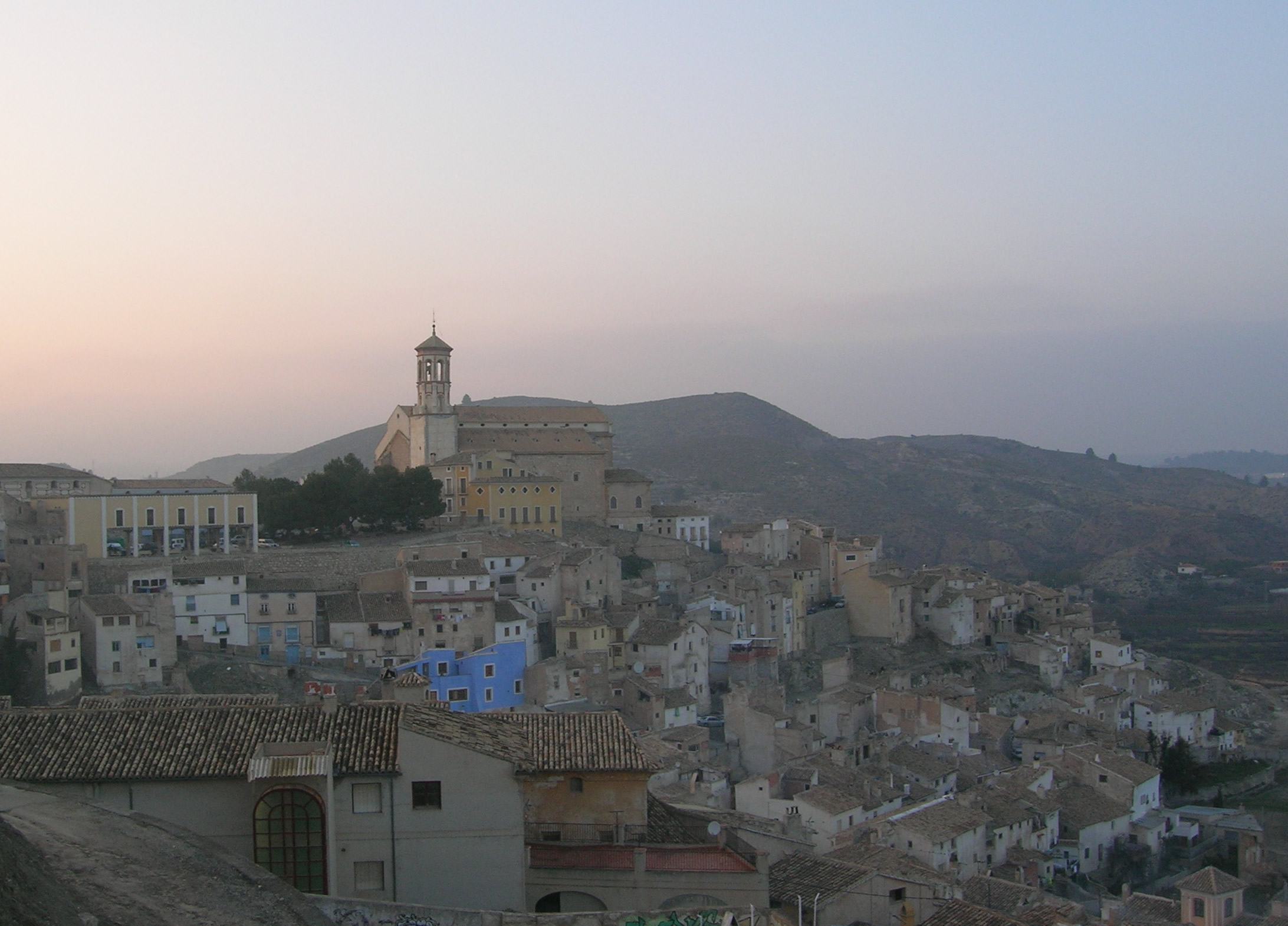
Imagen del Casco Antiguo de Cehegín
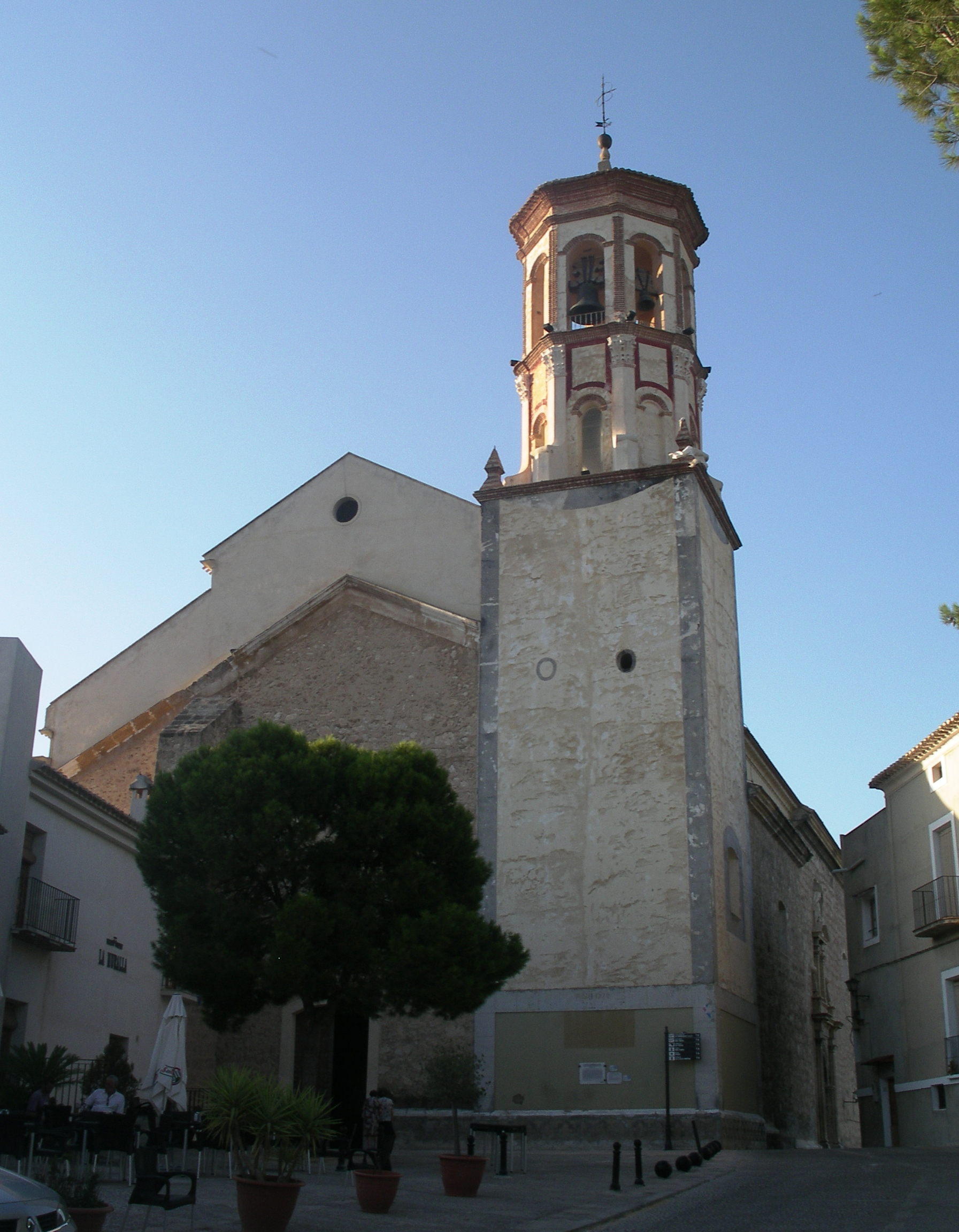
Imagen de la Iglesia de la Magdalena, siglos XVI-XVII
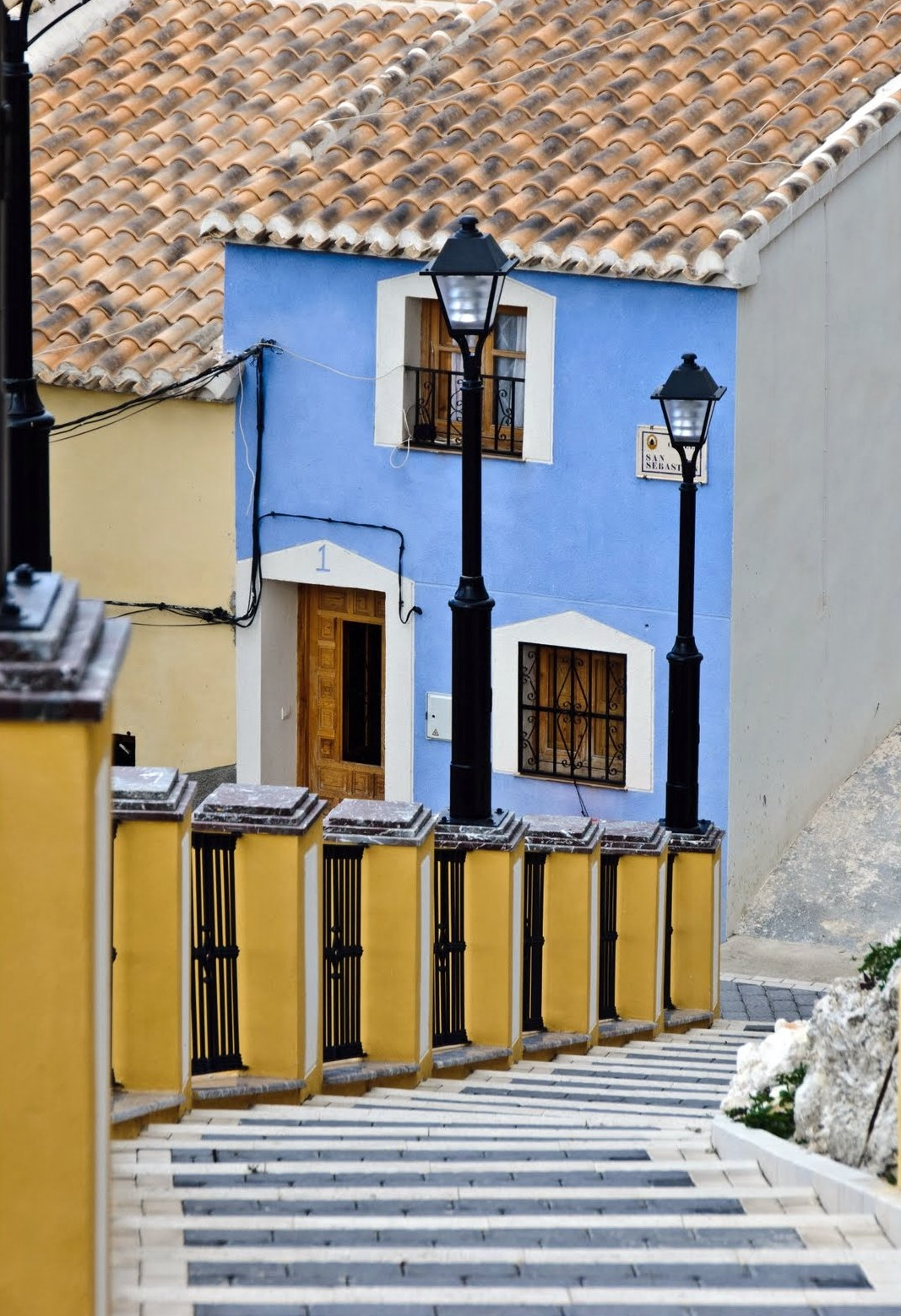
Casco antiguo de Cehegín

### Fiestas
- Fiesta de San Sebastián, la cual se celebra en el fin de semana más cercano al 20 de enero. En la plaza del Castillo se realiza una gran hoguera donde se realizan migas, empedrao, arroz de conejo y se celebra una Romería en el mesoncico donde se reparten las tradicionales galletas de almendra llamadas Flechas de San Sebastián.

- El Carnaval de Cehegín o Carnaval del noroeste, es el más afamado de toda la comarca del noroeste murciano y uno de los más divertidos y multitudinarios de la región de Murcia. Los actos comienzan el sábado de carnaval con el primer desfile; el domingo el desfile infantil; el martes de reventón se comen las tradicionales tortas con chocolate y en los mascarones invaden las calles de la noche ceheginera; y para finalizar, el sábado de piñata se celebra el gran desfile de carnaval.

- La Semana Santa de Cehegín es uno de los momentos y celebraciones más importantes de esta ciudad de la comarca del noroeste murciano. Durante la semana, 10 cofradías procesionan por las calles del pueblo: Viernes de Dolores con la procesión en honor a la Virgen de los Dolores; Domingo de Ramos con la procesión de las Palmas; Martes Santo la procesión del Prendimiento; Miércoles Santo tiene lugar una de las procesiones más especiales, la Procesión del Silencio que tiene lugar por el casco histórico de Cehegín; Jueves Santo por la noche, la procesión del Cristo de los Azotes; Viernes Santo por la mañana, encuentro y procesión de nuestro padre Jesús Nazareno: Viernes Santo por la noche, procesión del Santo Entierro; Y para finalizar, Domingo de Resurrección, procesión de Cristo Resucitado.

- Fiesta de San Isidro, la cual se celebra en el domingo de la semana del 15 de mayo, Se procesiona la imagen de San Isidro Labrador, precedida por el desfile de carrozas con motivos huertanos, caballerías, grupos de animeros, coros y danzas. Se hacen migas y arroz de conejo en el parque Ginés Ibáñez.

- Fiesta del barrio San Antonio:, a primeros de junio en un fin de semana; Se realizan actos como Fiesta de la Espuma, encuentro de coros rocieros, migas y arroz.

- Fiesta del barrio San Juan, a primeros de julio en un fin de semana; Se monta en la calle (en la subida la plaza los Toros) una Feria, vaquilla en la plaza de toros, migas y arroz.

- Encierros de San Zenón: Se celebraban el primer fin de semana de agosto, en viernes, sábado y domingo con actos taurinos (Encierro con toro bravo), por distintos motivos esta festividad ha dejado de celebrarse.

- Fiestas Patronales de Cehegín en honor a la patrona La Virgen de las Maravillas, se celebran del 8 al 14 de septiembre. En estas fiestas se celebran múltiples festejos. El día 8 se inauguran éstas con un recorrido de la reina, elegida cada año, acompañada de las damas por la calle principal de Cehegín hasta llegar al recinto ferial. El día 9 se celebra el Día de las Sevillanas, en el que mujeres y hombres se visten con los trajes típicos de la ciudad de Sevilla. El día 10 es el más emotivo para los cehegineros, es el día de su patrona, en el que se celebra una procesión que comienza en la iglesia del Convento y finaliza en la iglesia de Santa María Magdalena. El día 11 de estas fiestas es utilizado por este municipio como día de descanso, la gente se reúne en verbenas. El día 12, conocido como el Día de los Huertanos, es celebrado de manera significativa por este pueblo. En este caso los cehegineros visten el típico traje huertano tan reconocido por el famoso Bando de la Huerta. El día 13 es el Día de las Barracas, se celebran gymkanas entre las mismas. Y por último el día 14, día que finalizan las fiestas, se celebra una procesión donde los cehegineros, en este caso, acompañan a la Virgen de las Maravillas hasta su Santuario, la iglesia del Convento, realizando el mismo recorrido del día 10 pero a la inversa. En Cehegín ha contado con actuaciones de cantantes famosos como Kate Ryan, Maldita Nerea, Andy y Lucas, Juan Magán, David Civera, King África, Malú y Camela, entre otros.

### Gastronomía
- Empedrao
- Migas
- Pimpirrana
- Rin-ran
- Zarangollo
- Olla de tocino fresco
- Arroz de verduras
- Arroz con conejo y caracoles
- Cordero en su jugo
- Chamorro
- Dulces de garrapiñás
- Alfajor
- Pero de Alcuza o Pero de Cehegín
- Solomillo a la pimienta